# Neuquenaphis edwardsi
Neuquenaphis edwardsi är en insektsart som först beskrevs av Robert Malcolm Laing 1927.  Neuquenaphis edwardsi ingår i släktet Neuquenaphis och familjen långrörsbladlöss. Inga underarter finns listade i Catalogue of Life.